# ヘルダーラント (防護巡洋艦)

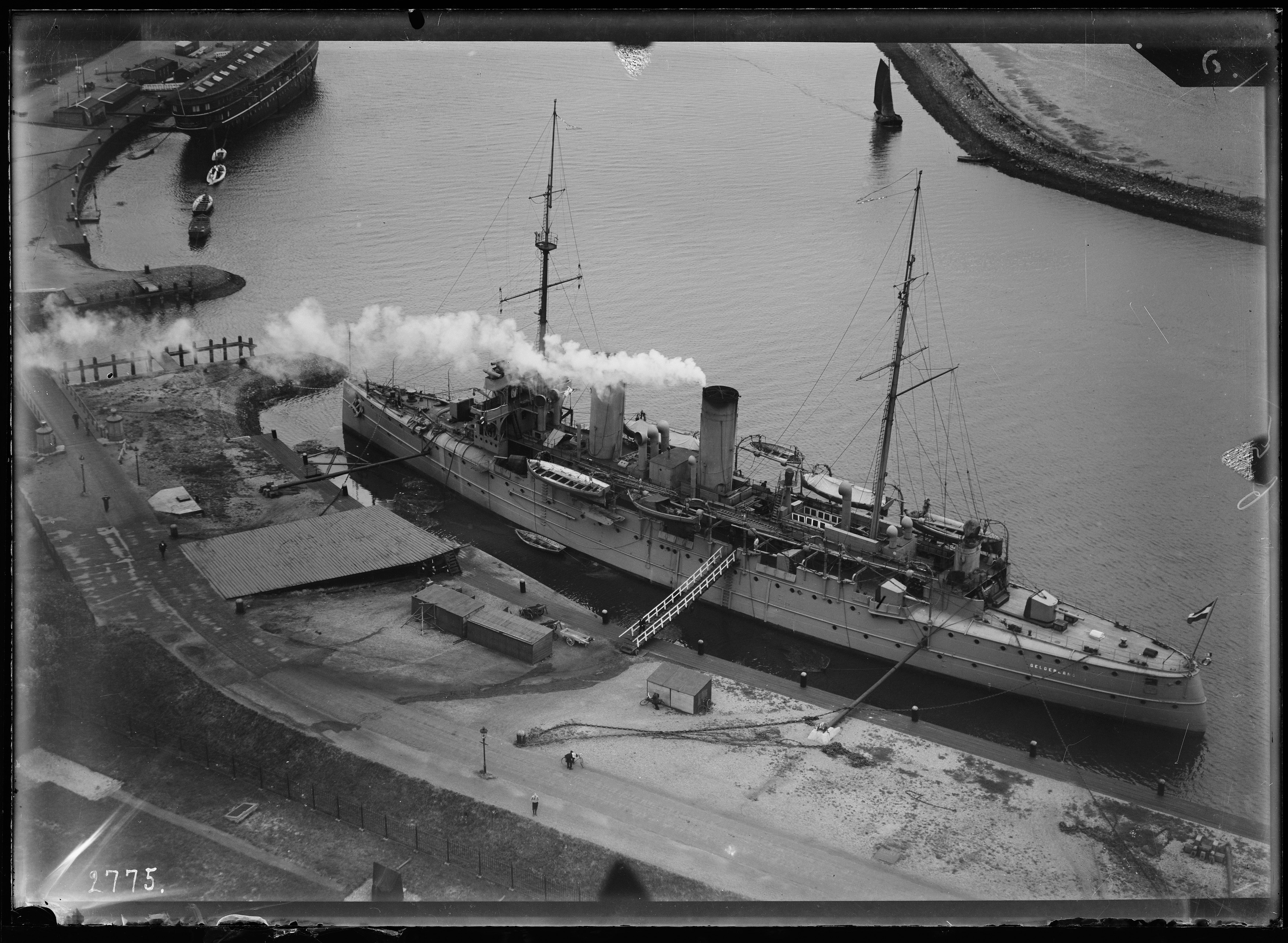

ヘルダーラント（Hr.Ms. Gelderland）はオランダ海軍の防護巡洋艦。ホラント級。
- 常備排水量：3970トン[1]
- 全長：94.70m[1]
- 幅：14.82m[1]
- 吃水：5.4m[1]
- 機関：3段膨張式蒸気機関2基、ヤーロー式ボイラー12基、9867ihp、2軸[1]
- 最大速度：20ノット[1]
- 航続距離：10ノットで4500浬[1]
- 装甲：甲板50mm、司令塔100mm[1]
- 兵装（建造時）：15cm砲2門、12cm砲6門、7.5cm砲6門、3.7cm砲8門、7.5cm臼砲2門、魚雷発射管2門、水雷砲2門[1]

1897年11月1日起工。1898年9月28日進水。1900年7月15日就役。建造費は3057944ギルダーであった。
「ヘルダーラント」は1900年8月25日にフリシンゲンより東インド諸島へ向けて出発したが、その途中でトランスヴァール大統領ポール・クリューガーをモザンビークからヨーロッパへ運ぶことになった。「ヘルダーラント」は10月12日にロウレンソ・マルケスに入港し、クリューガーを乗せてマルセイユまで運んだ。それから再び東インド諸島へ向かったが、スエズ運河に入る際にイギリスの石炭船「Peterston」に衝突され損傷した。
日露戦争が勃発すると「ヘルダーラント」と巡洋艦「ユトレヒト」は中立哨戒を行うためサバンへ派遣される。しかし2隻はともにAroe passageで座礁し損傷した。「ヘルダーラント」は修理のためスラバヤへ送られた。
「ヘルダーラント」は1905年6月17日にオランダ領東インドを離れ、8月25日にフリシンゲンに着いた。
「ヘルダーラント」は1907年3月20日にキュラソーへ向け出発し、5月2日に到着した。それから「ヘルダーラント」はアメリカ合衆国へ向かい、観艦式に参加した。8月からはパラマリボ、バルバドス、グレナダ、ベネズエラ、コロンビア、パナマ、メキシコなどを訪れた。
1908年、オランダとベネズエラの間で紛争が発生し、「ヘルダーラント」と海防戦艦「ヤコブ・ファン・ヘームスケルク」、巡洋艦「フリースラント」が派遣されて11月1日よりベネズエラ沿岸の巡回を開始した。「ヘルダーラント」は12月12日にベネズエラの沿岸警備隊の船「Alix」と「23rd Mayo」をとらえた。
「ヘルダーラント」は1909年4月24日に本国へ向かい、5月14日に到着した。
1911年4月から6月、「ヘルダーラント」は地中海への練習航海を行った。その途中の5月20日には他の船によって錨鎖が切断される事故が起きた。6月、「ヘルダーラント」はジョージ5世の戴冠式に参列するヘンドリク王子を運んだ。10月から12月にも地中海への練習航海を行った。
1912年10月16日に「ヘルダーラント」は再び練習航海に出発したが、第1次バルカン戦争勃発によりオランダの権益保護のためコンスタンティノープルへ派遣され、その方面に1913年5月29日まで留まった。
第一次世界大戦中の1916年、「ヘルダーラント」はオランダ領東インドへの貨物輸送を行った。
1917年3月、北海で哨戒中にボイラーの爆発事故が起き、1名が死亡、9名が重傷を負った（後日3名死亡）。
1920年、「ヘルダーラント」は砲術練習艦になった。
1921年6月4日、燃料補給中に落下した石炭が当たって水兵1名が死亡した。
1937年9月、「ヘルダーラント」はジョージ6世の戴冠式に参列するユリアナ王女とベルンハルトを運んだ。
スペイン内戦時はジブラルタル海峡での船団護衛任務に従事した。
1939年8月、新しい砲術練習艦「Van Kinsbergen」の就役により「ヘルダーラント」は退役し、係船された。
1940年5月、オランダはドイツに占領される。「ヘルダーラント」はドイツ海軍の人員用の宿泊鑑として使用された後、対空浮砲台へと改装され、「ニオベ（Niobe）」と命名された。兵装は45口径10.5cm砲8門、ボフォース60口径40mm砲4門、20mm砲4連装4基であった。改装は1944年2月末に完了し、3月1日に「ニオベ」として就役した。
最初はPutziger Wiekに配置されたが、1944年7月10日にフィンランド湾のコトカに移った。7月12日に「ニオベ」を発見したソ連は優先目標であったフィンランドの海防戦艦「ヴァイナモイネン」と誤認し、Yak-9戦闘機24機に援護されたPe-2急降下爆撃機30機が攻撃を行ったが、投下された爆弾はすべて外れた。
続いて7月16日にソ連は132機を投入した攻撃を行う。最初は爆装したイリユーシンIl-2対地攻撃機23機が攻撃したがすべて外れ、第2波の戦闘機16機を伴った28機のPe-2による攻撃もすべて外れた。次いで、防御側をだます目的で高空のPe-2に続いて4機のA-20Cが低空から進入した。このA-20Cによる攻撃は成功し、少なくとも1000kg爆弾が2発命中して「ニオベ」は沈没した。ソ連の資料によると、A-20Cは4機とも撃墜されている。「ニオベ」には爆弾7発と反跳爆弾2発が命中したとも、至近弾多数に250kg爆弾4発と100kg爆弾が命中したともされる。また、「ニオベ」は9機撃墜したとも。
260名が救助されたが、70名ほどが死亡した。または172名が救助され、225名が死亡した。
砲は弾薬は回収され、損傷した1門を除く10.5cm砲7門はフィンランド軍で使用された。「ニオベ」の残骸は1953年に引き揚げられ、解体された。